# Linda Gottfredson
Linda Susanne Gottfredson, född Howarth 24 juni 1947 i San Francisco, är en amerikansk psykolog professor i pedagogisk psykologi vid University of Delaware och delad chef för Delaware-Johns Hopkins Project for the Study of Intelligence and Society. Gottfredsons forskning har varit inflytelserik i utformandet av amerikansk statlig och privat policy när det gäller affirmative action, kvotering samt "rasnormering" av förmågetester. 
För närvarande[när?] sitter hon i styrelsen för International Society for the Study of Individual Differences (ISSID), International Society for Intelligence Research (ISIR), och redaktionsråden för de vetenskapliga tidskrifterna Intelligence, Learning and Individual Differences, och Society. 
Gottfredson har fått forskningsstöd till ett värde av 267 000 amerikanska dollar från den rasbiologiska forskningsstiftelsen Pioneer Fund.

## Artiklar och rapporter i urval
- The General Intelligence Factor: Scientific American Presents, Winter, 1998 (PDF).
- Why g matters: The complexity of everyday life (1997). Intelligence, 24(1), 79-132.
- Egalitarian Fiction and Collective Fraud (1994), Society.
- Circumscription and compromise (2006), Encyclopedia of Career Development.
- Intelligence: Is It the Epidemiologists’ Elusive "Fundamental Cause" of Social Class Inequalities in Health? (2004), Journal of Personality and Social Psychology.
- Flynn, Ceci, and Turkheimer on Race and Intelligence: Opening Moves (2007) Cato Unbound
- What if the Hereditarian Hypothesis Is True? (2003)